# Santomera
Santomera è un comune spagnolo di 15 319 abitanti, situato nella comunità autonoma di Murcia.